# ند بنسون
ند بنسون (انگلیسی: Ned Benson؛ زادهٔ ۳ آوریل ۱۹۷۷) کارگردان، فیلم‌نامه‌نویس و تهیه‌کننده اهل ایالات متحده آمریکا است. شهرت وی مربوط به فیلم گم شدن الانور ریگبی است که اولین فیلمی است که او کارگردانی کرد.

## فیلم شناسی
بیوه سیاه (نویسنده) (۲۰۲۰)
گم شدن الانور ریگبی (نویسنده، تهیه کننده و کارگردان) (۲۰۱۴)